# Chorthippus nudus
Chorthippus nudus är en insektsart som beskrevs av Umnov 1931. Chorthippus nudus ingår i släktet Chorthippus och familjen gräshoppor. Inga underarter finns listade i Catalogue of Life.